# Klimontowska Przełęcz
Klimontowska Przełęcz – znajdująca się na wysokości 696 m n.p.m. przełęcz pomiędzy szczytami Jarmuta (794 m) i Cyrhle (Cyrhla, 777 m) w Małych Pieninach. Z porośniętych lasem wschodnich zboczy spod przełęczy spływa Pałkowski Potok (dopływ Grajcarka), na zboczach zachodnich znajduje się Dolina pod Jarmutą, którą ze źródła poniżej przełęczy płynie Klimentowski Potok. Rejon przełęczy jest w większości porośnięty lasem, jedynie wąski pas zachodnich zboczy opadających do Doliny pod Jarmutą zajmuje polana Klimentów.
Przez Przełęcz Klimontowską biegnie granica między miejscowościami Szczawnica i Szlachtowa w województwie małopolskim, w powiecie nowotarskim, w gminie miejsko-wiejskiej Szczawnica.
Szlak rowerowy
 – odcinek szlaku ze Szczawnicy wzdłuż Klimontowskiego Potoku, przez Klimontowską Przełęcz na Cyrhle i dalej grzbietem głównym.